# Aster molliusculus
Aster molliusculus là một loài thực vật có hoa trong họ Cúc. Loài này được (Lindl. ex DC.) C.B.Clarke mô tả khoa học đầu tiên năm 1876.